# Fransk bredpande
Fransk bredpande (Pyrgus armoricanus) er en sommerfugl i bredpandefamilien. Fransk bredpande findes generelt på varme ugødede og blomsterrige lokaliteter med lav vegetation, f.eks. kyststrækninger, hvor den kan optræde i kolonier. Individerne i en koloni flyver aldrig ret langt bort, så arten er temmelig dårlig til at sprede sig. Sommerfuglen ses i maj-juni og igen fra sidst i juli til sidst i august.

## Udbredelse
Fransk bredpande er af de sjældneste dagsommerfugle i Danmark. Den er varmekrævende og findes i Danmark nu kun på Røsnæs samt i en i 2006 opdaget koloni på Eskebjerg Vesterlyng, der er dens nordligste udbredelsesområde i Europa. Sommerfuglens fortsatte eksistens i Danmark afhænger af naturplejen på dette ene sted. Græsningstrykket skal holdes så vegetationen kun bliver ca. 2–3 cm høj, og det er en forudsætning, at der ikke under nogen omstændigheder gødes.
Arten findes i øvrigt vidt udbredt i Syd- og Mellemeuropa samt i det sydvestlige Asien.

## Udseende
Fransk bredpande kan forveksles med spættet bredpande, men fransk bredpande har ikke så udtalte hvide pletter, bagvingerne mangler dem næsten helt. Herudover er fransk bredpande en lille smule større med et vingefang på 21–26 mm. Hunnen er en smule større end hannen og 2. generation virker en smule mere langstrakt end 1. generation, men herudover er der ringe variation indenfor arten.

## Livscyklus
Ægget lægges på værtsplanten og efter 10-15 dage klækkes det. Som ved den spættede bredpande spinder larven et lille spind, den kan skjule sig i. Når larven bliver større konstruerer den i stedet et lille "telt" af bladdele som skjul. Efter ca. 2 måneder er larven udvokset og forpupper sig. Efter 2-3 uger klækkes puppen. Larverne efter 2. generations sommerfugle overvintrer til næste år i de små konstruerede bladhylstre.

## Larvens foderplanter
Sommerfuglelarver er som regel specialiserede til kun at æde nogle få planter. Larver af fransk bredpande lever i Danmark fortrinsvis (udelukkende?) af knoldet mjødurt, soløje, krybende potentil og eventuelt vårpotentil. I udlandet er også nævnt larver fra forskellige ranunkelarter, kællingetand, rødkløver og knopurt.